# 入侵香料群島
入侵香料群岛是拿破仑战争期间，英国军队在1810年2月至8月间对荷兰控制的马鲁古群岛（又名摩鹿加群岛或香料群岛）及其周边地区发动的一次军事入侵。
1810年，荷兰王国成为法兰西第一帝国的附庸，與法兰西第一帝国敵對的英国与不列颠东印度公司试图奪取荷蘭控制下的香料群島。
入侵行動於1810年2月爆發，其中2月英軍攻占了安汶岛，8月攻占了班达奈拉岛，同月晚些时候攻占了特尔纳特和剩餘香料群島的所有岛屿。
1814年英荷条约簽訂後，英國將香料群島交还给荷兰人，但与此同时，不列颠东印度公司将群島上大量的肉豆蔻樹移植至英國其他殖民地上。